# Свенторжецкий, Аполинарий Владиславович
Аполлина́рий Владисла́вович Свенторже́цкий (1834 — 1913) — помещик, активный участник восстания 1863 — 1864 годов. Руководил организацией восстания в Раковской волости Минского уезда.

## Биография
Родился 1834 году в имение Великие Кривичи. В 1856 году окончил медицинскую академию в Санкт-Петербурге, где приобщился к польскому освободительному движению, во главе которого стояли такие люди как Огрызко И. П., Калиновский К., Свенторжецкий Б.Ч.. В самом начале восстания назначен Павлом Дыбовским ответственным за организацию повстанческого движения в районе Ракова. В составе отряда Дыбовского прозвище «Заремба» продвигались по лесам Игуменского уезда для соединения с отрядом Болеслава Свенторжецкого в районе деревни Богушевичи. Как активный участник восстания был сослан в Сибирь. В 1876 году, после отбытия наказания, поселился в Варшаве, где на основе его воспоминаний Софьей Ковалевской была в 1911 году издана книга: «Ze wspomnień wygnańca z roku 1863».

## Ссылка
После разгрома восстания Аполлинарий с поддельным паспортом подался в Санкт-Петербург, надеясь оттуда на корабле перебраться за границу. Но наступила зима, навигация закончилась и он вынужден был скрываться сначала в Москве, а позднее в Тамбовской губернии, где был схвачен и заключён под стражу. Из Тамбовской губернии был этапирован в Бобруйск, где был допрошен в Бобруйской крепости. Первоначально его приняли за Болеслава Свенторжецкого, который являлся комиссаром объединённых отрядов в Игуменском уезде, и представлял чрезвычайную ценность для следствия. Из Бобруйска был этапирован в Минск, где помещён в тюрьму, расположенную в бывшем бернардинском монастыре, до окончания следственных действий. Весной 1864 года решением суда был приговорён к ссылке в Иркутскую губернию. Занимался кожевенным производством, в качестве фельдшера служил на Ленских приисках. Посещал острог в Вилюйске, где встречался с Огры́зко И. П. и Чернышевским Н. Г.

## Семья
Принадлежал к древнему дворянскому католическому роду Свенторжецких.
Отец — Свенторжецкий Владислав — имение Великие Кривичи (Воложинский район, Минской области). Участник Польского восстания (1830 г.)
Мать — Свенторжецкая Казимира.
Брат — Свенторжецкий Родриг Владиславович (1824 — 1909) — повстанец 1863 г. Приговорен к 12 годам каторжных работ. Сослан в Сибирь.
Сестра — Свенторжецкая Аниэла Владиславовна.
Сестра — Свенторжецкая Октавия Владиславовна.